# SKZ2021
SKZ2021 — друга музична збірка південнокорейського гурту Stray Kids. Він була випущена в цифровому вигляді 23 грудня 2021 року JYP Entertainment і розповсюджена Dreamus. До альбому увійшли перезаписані композиції з минулих мініальбомів, які раніше не увійшли до SKZ2020 та корейська версія композиції «Scars».

## Передісторія та реліз
Коли у 2019 році Уджин залишив гурт, Stray Kids випустили свою першу збірку 18 березня 2020 року, SKZ2020 до якої увійшли 27 перезаписаних композицій з попередніх мініальбомів, а також японські версії «My Pace», «Double Knot» і «Levanter». 1 січня 2021 група завантажила відео «Step Out 2021», яке містило досягнення Stray Kids в 2020 році та плани на 2021 рік, включаючи майбутній SKZ2021, у якому було виділено назви композицій, які не були включені в попередній SKZ2020.
21 грудня 2021 року був завантажений постер, який повідомляв, що майбутня збірка буде випущена 23 грудня о шостій вечора за корейським часом на цифрових платформах. Наступного дня був оприлюднений повний список композицій майбутньої збірки до якої увішло 13 композицій з попередньо випущених мініальбомів серії I Am та Clé, включаючи бонусні композиції на компакт-дисках під назвою «Mixtape», у яких замість цього використано оригінальну назву, а також «Scars», другий японський сингл Stray Kids, записаний корейською мовою. Спеціальне музичне відео «Placebo», в якому було вказано, що відео було підготовлено персоналом компанії і до якого увійшли кадри зі знімання SKZ Code, було опубліковане 24 грудня.

## Список композицій та всіх кредитів до них
Кредити до композицій були взяті з MelOn.
| #   | Назва                                                                                           | Автор слів    | Автор музики                  | Аранжування                      | Тривалість |
| --- | ----------------------------------------------------------------------------------------------- | ------------- | ----------------------------- | -------------------------------- | ---------- |
| 1.  | «Scars» (корейська версія)                                                                      | 3Racha[a]     | 3Racha Armadillo              | Бан Чан (3Racha) Versachoi       | 3:19       |
| 2.  | «Awaken» (з мініальбому I Am Not (2018))                                                        | 3Racha        | 3Racha Kim Park Chella        | Kim Park Chella Бан Чан (3Racha) | 3:13       |
| 3.  | «Rock» (кор.: хангиль: 돌; з мініальбому I Am Not (2018))                                       | 3Racha        | 3Racha Glory Face (Full8loom) | Glory Face (Full8loom)           | 3:13       |
| 4.  | «3rd Eye» (з мініальбому I Am Not (2018))                                                       | 3Racha        | 3Racha This N That            | This N That                      | 4:03       |
| 5.  | «Placebo[c]» (з мініальбому I Am Not (2018))                                                    | Stray Kids[b] | 3Racha                        | Лі У Мін 'Collapsedone'          | 3:55       |
| 6.  | «Insomnia» (кор.: хангиль: 불면증; з мініальбому I Am Who (2018))                               | 3Racha        | 3Racha KZ Space One           | Space One                        | 3:26       |
| 7.  | «Behind the Light[c]» (кор.: хангиль: 그림자도 빛이 있어야 존재; з мініальбому I Am Who (2018)) | Stray Kids    | Stray Kids                    | Бан Чан (3Racha)                 | 4:30       |
| 8.  | «My Side» (кор.: хангиль: 편; з мініальбому I Am You (мініальбом Stray Kids) (2018))            | 3Racha        | 3Racha Slo                    | Frants                           | 3:36       |
| 9.  | «N/S» (кор.: хангиль: 극과 극; з мініальбому I Am You (мініальбом Stray Kids) (2018))           | 3Racha        | 3Racha Armadillo              | Slo                              | 3:44       |
| 10. | «0325» (з мініальбому I Am You (мініальбом Stray Kids) (2018))                                  | 3Racha        | 3Racha Хон Джі Сан            | Хон Джі Сан                      | 3:38       |
| 11. | «For You[c]» (з мініальбому I Am You (мініальбом Stray Kids) (2018))                            | Stray Kids    | Stray Kids                    | Бан Чан (3Racha) Doplamingo      | 4:09       |
| 12. | «Maze of Memories» (кор.: хангиль: 잠깐의 고요; з мініальбому Clé 1: Miroh (2019))              | 3Racha        | 3Racha J;Key                  | J;Key Бан Чан (3Racha)           | 2:55       |
| 13. | «Broken Compass[c]» (кор.: хангиль: 고장난 나침반; з мініальбому Clé 1: Miroh (2019))           | Stray Kids    | Stray Kids                    | Versachoi Бан Чан (3Racha)       | 3:41       |
| 14. | «Hoodie Season[c]» (з мініальбому Clé: Levanter (2019))                                         | Stray Kids    | Stray Kids                    | Edmmer Alom                      | 3:54       |

##### Нотатки
- ↑  3Racha стилізується як 3RACHA — мається на увазі, що всі учасники (Бан Чан, Чанбін, Хан) продюсерської команди брали участь у створенні композиції.
- ↑  Всі учасники гурту були залученні у процес створення.
- ↑  Композиції «Placebo», «Behind the Light», «For You», «Broken Compass» та «Hoodie Season», які в попередніх виданнях були «Mixtape#1», «Mixtape#2», «Mixtape#3», «Mixtape#4» та «Mixtape#5», в цій збірці отримали свої оригінальні назви.

- Бан Чан (3Racha) – лірика,  музика (всі композиції), аранжування (композиції 1, 2, 7, 11, 12, 13), комп’ютерне програмування (композиції 1, 2, 3, 7, 12), всі інструменти (композиція 13), бек-вокал (всі композиції, крім 9, 14), цифрове редагування (композиція 1)
- Чанбін (3Racha) – лірика,  музика (всі композиції), бек-вокал (композиції 1, 6, 7, 10)
- Хан (3Racha) – лірика,  музика (всі композиції), бек-вокал (композиції 1, 2, 3, 4, 5, 7, 10, 11)
- Лі Ноу – лірика (композиції 5, 6, 11, 13, 14), музика (композиції 6, 11, 13, 14) , бек-вокал (композиції 5, 6)
- Хьонджин – лірика (композиції 5, 7, 11, 13, 14), музика (композиції 7,11, 13, 14), бек-вокал (композиції 6, 7)
- Фелікс – лірика (композиції 5, 7, 11, 13, 14), музика (композиції 7, 11, 13, 14), бек-вокал (композиції 1, 5, 7)
- Синмін – лірика (композиції 5, 7, 11, 13, 14), музика (композиції 7, 11, 13, 14), бек-вокал (композиції 1, 5, 7, 8, 13)
- Ай’Ен – лірика (композиції 5, 7, 11, 13, 14), музика (композиції 7, 11, 13, 14), бек-вокал (композиція 7)
- Armadillo – музика (композиція 1)
- Versachoi – аранжування, комп’ютерне програмування (композиції 1, 13), всі інструменти (композиція 13)
- Kim Park Chella – музика, аранжування, комп’ютерне програмування, гітара, баси, клавіатура, барабани, бек-вокал (композиція 2)
- Glory Face – музика, аранжування (композиція 3)
- Чан Джун Хо – всі інструменти, цифрове редагування (композиція 3)
- This N That – музика, аранжування, комп’ютерне програмування, фортепіано, синтезатор, цифрове редагування (композиція 4)
- Лі У Мін ‘collapsedone’ – аранжування, комп’ютерне програмування, синтезатори, фортепіано, баси (композиція 5)
- KZ – музика, midi програмування, електропіаніно, бас, редагування вокалу, бек-вокал (композиція 6)
- SPACE ONE – музика, аранжування, midi програмування, фортепіано, бас (композиція 6)
- Кім Хе Кван – редагування вокалу (композиція 6)
- Лі Син Хан – бек-вокал (композиція 6)
- Чок Дже – гітара (композиція 7)
- FRANTS – музика, аранжування, комп’ютерне програмування, гітара, клавіатура, синтезатор, програмування на барабанах (композиція 8)
- SLO – музика, аранжування, комп’ютерне програмування, синтезатор, програмування на барабанах, флейті, басах (композиція 9)
- Хон Джі Сан – музика, аранжування, комп'ютерне програмування, гітари, клавіатура, програмування на барабанах, редагування вокалу, запис (композиція 10)
- Doplamingo – аранжування, комп’ютерне програмування, акустична гітара, клавіатура, програмування на барабанах, бас (композиція 11)
- Со Джун – акустична гітара, електрогітара (композиція 11)
- Cash Pie – електрогітара (композиція 8)
- J;KEY – музика, аранжування, фортепіано, баси, синтезатор, комп’ютерне програмування (композиція 12)
- Edmmer – аранжування, звуковий дизайн, всі інструменти (композиція 14)
- ALOM – аранжування, звуковий дизайн, всі інструменти (композиція 14)
- Пак Чон Джу – цифрове редагування (композиція 2)
- YUE – редагування вокалу (композиції 4, 8, 11, 14), додаткове редагування вокалу (композиції 5, 7, 9)
- Сін Джі Йон NYC – додатковий редактор (композиції 5, 7)
- Чой Хе Джін – запис (композиції 1, 2, 3, 4), додатковий запис (композиції 4, 6, 7,10), зведення (композиція 3)
- Квак Чон Сін – запис (композиція 3, 7, 8)
- Чон Мо Йон – запис (композиція 3, 7, 8)
- Лі Сан Йоб – запис (композиція 13), додатковий запис (композиції 3, 5, 7, 8, 9, 11, 13)
- Чон Ин Кьон – запис (композиція 4)
- У Мін Джон – запис (композиція 4)
- Ом Се Хі – запис, зведення (композиція 4), асистент зведення (композиція 13)
- Но Мін Джі – запис (композиції 5, 6)
- Хон Ин Лі – запис (композиції 7, 8)
- Кім Мін Хі – запис (композиції 12, 14)
- Лі Кьон Вон – додатковий запис (композиція 12)
- Лі Те Соп – зведення (композиції 1, 3, 6, 7)
- На Чан Су – зведення (композиція 2)
- Лім Хон Джін – запис (композиція 9), зведення (композиції 4, 6, 7, 13, 14)
- Юн Вон Квон – зведення (композиція 5)
- Cliff Lin – зведення (композиція 8)
- Чан Хан Су – запис (композиції 10, 11), зведення (композиції 9, 11, 12)
- Сін Бон Вон – зведення (композиція 10)
- Квон Нам У – мастеринг (композиції 1, 12, 13)
- Пак Чон Он – мастеринг (всі композиції, крім 1, 12, 13)

Оригінальне видання
- JYP Publishing (KOMCA) (всі композиції)
- Copyright Control (всі композиції, крім 1, 5, 7, 8, 10, 13)
- HYBE (композиція 8)

Підвидання
- JYP Publishing (KOMCA) (композиція 5)

Редагування вокалу
- KWANG SOUND (композиція 6)

Запис
- JYPE Studios (композиції 1, 2, 3, 4, 5, 6, 13)
- The Vibe Studio (композиції 3, 7, 8, 9, 10, 11, 13)

Додатковий запис
- JYPE Studios (композиції 3, 4, 5, 6, 7, 8, 9, 10, 11, 13)
- U Productions (композиція 12)

Зведення
- JYPE Studios (композиції 1, 3, 4, 6, 7, 9, 11, 12, 13)
- Wormwood Hill Studio (композиція 2)
- Studio DDeepKICK (композиція 5)
- GLAB Studios (композиція 10)
- Nonhyeon-dong Studio кор.: хангиль: 논현동 스튜디오 (композиція 12)
- RCAVE Sound (композиція 14)

Мастеринг
- 821 Sound Mastering (композиції 1, 12, 13)
- Honey Butter Studio (композиції 2, 3, 4, 5, 6, 7, 8, 9, 10, 11, 14)

## Чарти
| Країна | Чарти (2021)                          | Найвища позиція |
| ------ | ------------------------------------- | --------------- |
| Японія | Japanese Digital Albums (Oricon)      | 5               |
| Японія | Japanese Hot Albums (Billboard Japan) | 40              |

## Сертифікація і продажі
| Регіон                                            | Сертифікація | Продажі |
| ------------------------------------------------- | ------------ | ------- |
| Японія                                            | ―            | 959^    |
| ^кількість продажів, що потрібна для сертифікації |              |         |

## Історія релізу
| Регіон | Дата           | Формат                  | Лейбл | Примітки      |
| ------ | -------------- | ----------------------- | ----- | ------------- |
| Світ   | 23 грудня 2021 | Цифровий реліз стрімінг | JYP   | [ 13 ] [ 14 ] |